# Phyllocnistis saligna
Phyllocnistis saligna là một loài bướm đêm thuộc họ Gracillariidae. Nó được tìm thấy ở hầu hết châu Âu (trừ Ireland và cũng có thể là vài phần của bán đảo Balkan), cũng như Ấn Độ, Sri Lanka, La Réunion và Nam Phi.

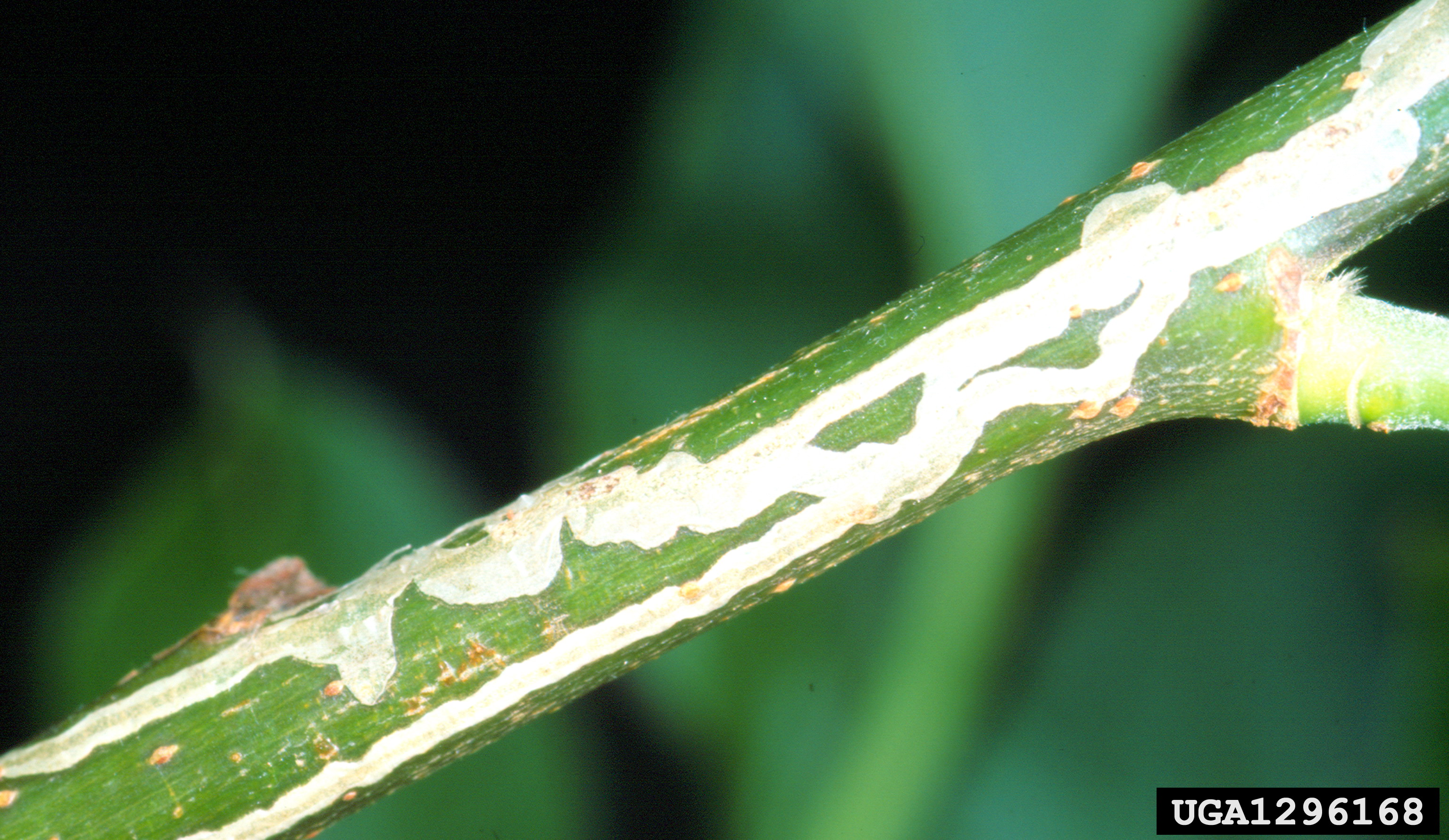
Damage

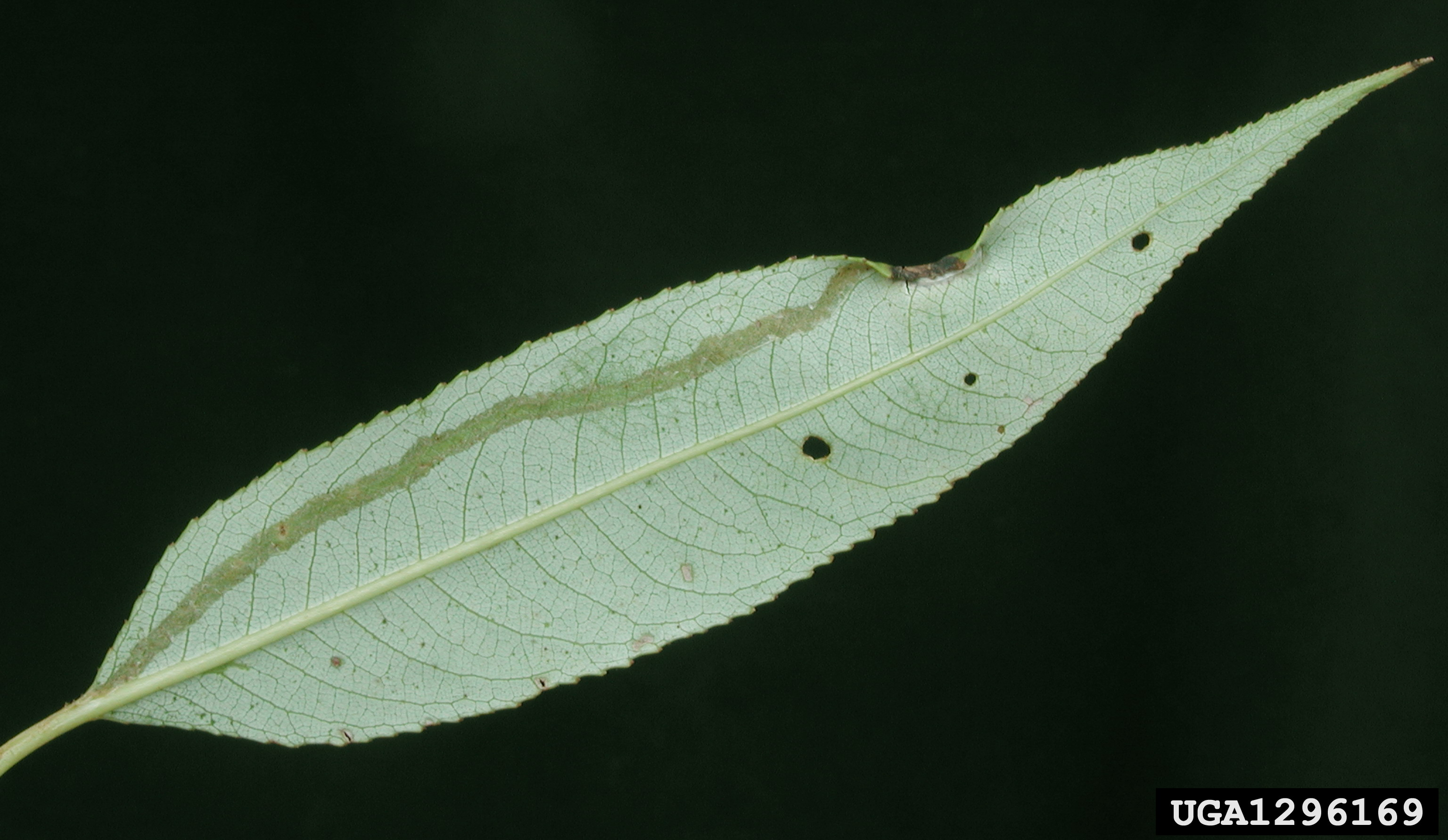
Damage

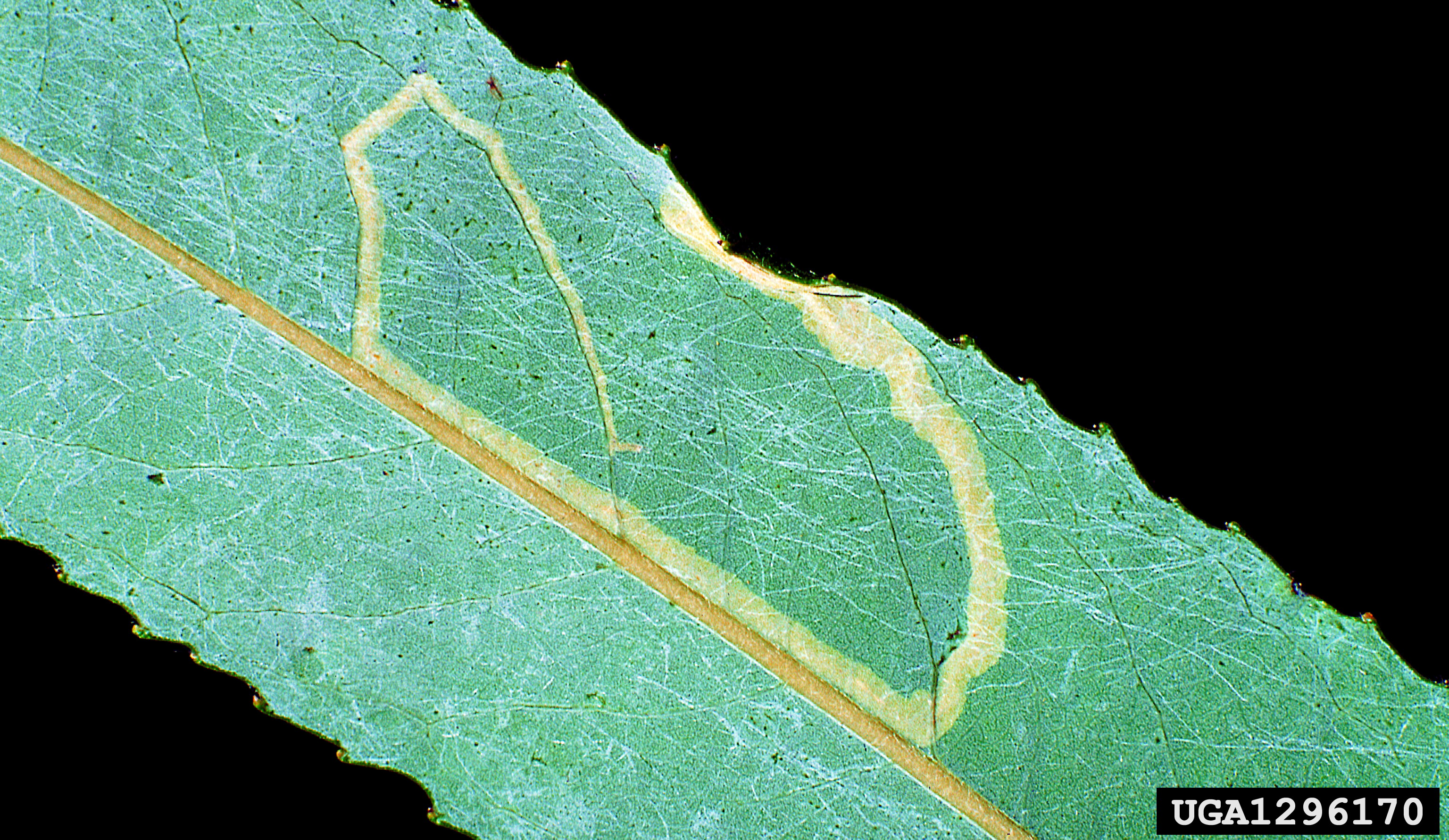
Damage

Sải cánh dài khoảng 7 mm. Con trưởng thành bay vào tháng 7 và từ tháng 9 đến tháng 4, làm 2 đợt.
Ấu trùng ăn Salix alba, Salix babylonica, Salix daphnoides, Salix fragilis, Salix lanata, Salix matsudana, Salix purpurea, Salix x sepulcralis, Salix triandra và Salix viminalis. Chúng ăn lá nơi chúng làm tổ.